# Cardroc
Cardroc (bret. Kardreg) – miejscowość i gmina we Francji, w regionie Bretania, w departamencie Ille-et-Vilaine.
Według danych na rok 1990 gminę zamieszkiwało 376 osób, a gęstość zaludnienia wynosiła 51 osób/km² (wśród 1269 gmin Bretanii Cardroc plasuje się na 903. miejscu pod względem liczby ludności, natomiast pod względem powierzchni na miejscu 932.).